# 1984-es Formula–1 kanadai nagydíj
A kanadai nagydíj volt az 1984-es Formula–1 világbajnokság hetedik futama.

## Futam
| Helyezés | #  | Versenyző          | Csapat/Motor      | Körök | Idő/Kiesés oka      | Rajthely | Pontszám |
| -------- | -- | ------------------ | ----------------- | ----- | ------------------- | -------- | -------- |
| 1        | 1  | Nelson Piquet      | Brabham-BMW       | 70    | 1:46:23,748         | 1        | 9        |
| 2        | 8  | Niki Lauda         | McLaren-TAG       | 70    | + 2,612             | 8        | 6        |
| 3        | 7  | Alain Prost        | McLaren-TAG       | 70    | + 1:28,032          | 2        | 4        |
| 4        | 11 | Elio de Angelis    | Lotus-Renault     | 69    | + 1 kör             | 3        | 3        |
| 5        | 28 | René Arnoux        | Ferrari           | 68    | + 2 kör             | 5        | 2        |
| 6        | 12 | Nigel Mansell      | Lotus-Renault     | 68    | + 2 kör             | 7        | 1        |
| 7        | 19 | Ayrton Senna       | Toleman-Hart      | 68    | + 2 kör             | 9        |          |
| 8        | 14 | Manfred Winkelhock | ATS-BMW           | 68    | + 2 kör             | 12       |          |
| 9        | 20 | Johnny Cecotto     | Toleman-Hart      | 68    | + 2 kör             | 20       |          |
| 10       | 9  | Philippe Alliot    | RAM-Hart          | 65    | + 5 kör             | 26       |          |
| 11       | 23 | Eddie Cheever      | Alfa Romeo        | 63    | Kifogyott üzemanyag | 11       |          |
| Kizárva  | 3  | Martin Brundle     | Tyrrell-Ford      | 68    | Kizárva             | 21       |          |
| Kiesett  | 17 | Marc Surer         | Arrows-Ford       | 59    | Motorhiba           | 23       |          |
| Kiesett  | 16 | Derek Warwick      | Renault           | 57    | Alváz               | 4        |          |
| HN       | 21 | Huub Rothengatter  | Spirit-Hart       | 56    | Helyezés nélkül     | 24       |          |
| Kizárva  | 4  | Stefan Bellof      | Tyrrell-Ford      | 52    | Kizárva             | 22       |          |
| Kiesett  | 26 | Andrea de Cesaris  | Ligier-Renault    | 40    | Fékek               | 10       |          |
| Kiesett  | 2  | Corrado Fabi       | Brabham-BMW       | 39    | Turbó               | 16       |          |
| Kiesett  | 18 | Thierry Boutsen    | Arrows-BMW        | 38    | Motorhiba           | 18       |          |
| Kiesett  | 22 | Riccardo Patrese   | Alfa Romeo        | 37    | Baleset             | 14       |          |
| Kiesett  | 6  | Keke Rosberg       | Williams-Honda    | 32    | Üzemanyagrendszer   | 15       |          |
| Kiesett  | 5  | Jacques Laffite    | Williams-Honda    | 31    | Turbó               | 17       |          |
| Kiesett  | 10 | Mike Thackwell     | RAM-Hart          | 29    | Turbó               | 25       |          |
| Kiesett  | 24 | Piercarlo Ghinzani | Osella-Alfa Romeo | 11    | Váltó               | 19       |          |
| Kiesett  | 27 | Michele Alboreto   | Ferrari           | 10    | Motorhiba           | 6        |          |
| Kiesett  | 25 | François Hesnault  | Ligier-Renault    | 7     | Turbó               | 13       |          |

## A világbajnokság élmezőnyének állása a verseny után
| H  | Versenyzők      | Pont | H  | Konstruktőrök  | Pont |
| -- | --------------- | ---- | -- | -------------- | ---- |
| 1. | Alain Prost     | 32,5 | 1. | McLaren-TAG    | 56,5 |
| 2. | Niki Lauda      | 24   | 2. | Ferrari        | 26,5 |
| 3. | René Arnoux     | 17   | 3. | Renault        | 21   |
| 4. | Elio de Angelis | 16   | 4. | Lotus-Renault  | 21   |
| 5. | Derek Warwick   | 13   | 5. | Williams-Honda | 11,5 |

## Statisztikák
Vezető helyen:
- Nelson Piquet: 70 (1-70)

Nelson Piquet 11. győzelme, 11. pole-pozíciója, 11. leggyorsabb köre, 3. mesterhármasa (gy, pp, lk)
- Brabham 33. győzelme.